# Terrakotta

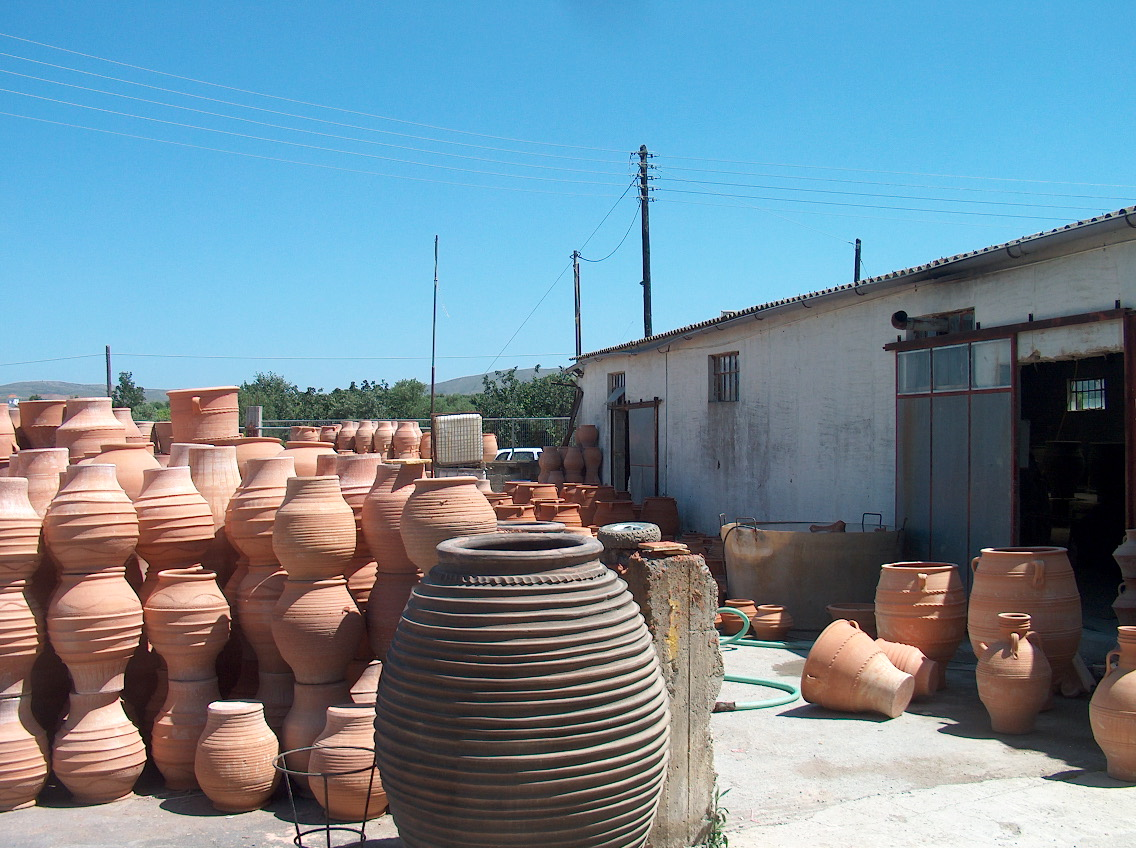
Terrakottawerkstätte auf Kreta

Terrakotta oder Terracotta (nach italienisch terra cotta ‚gekochte Erde‘) ist die Bezeichnung für unglasierte keramische Produkte oder Erzeugnisse der Gruppe Tonware. Terrakotta kann auch den natürlich-warmen, erdig bis rötlichen Farbton bezeichnen, der für diese Keramik typisch ist.

## Material
| Klasse: Irdengut | Unterklasse: Sonstiges Irdengut | Gruppe: Tonware | Untergruppe: unglasiert – Terrakotta auch Terracotta |

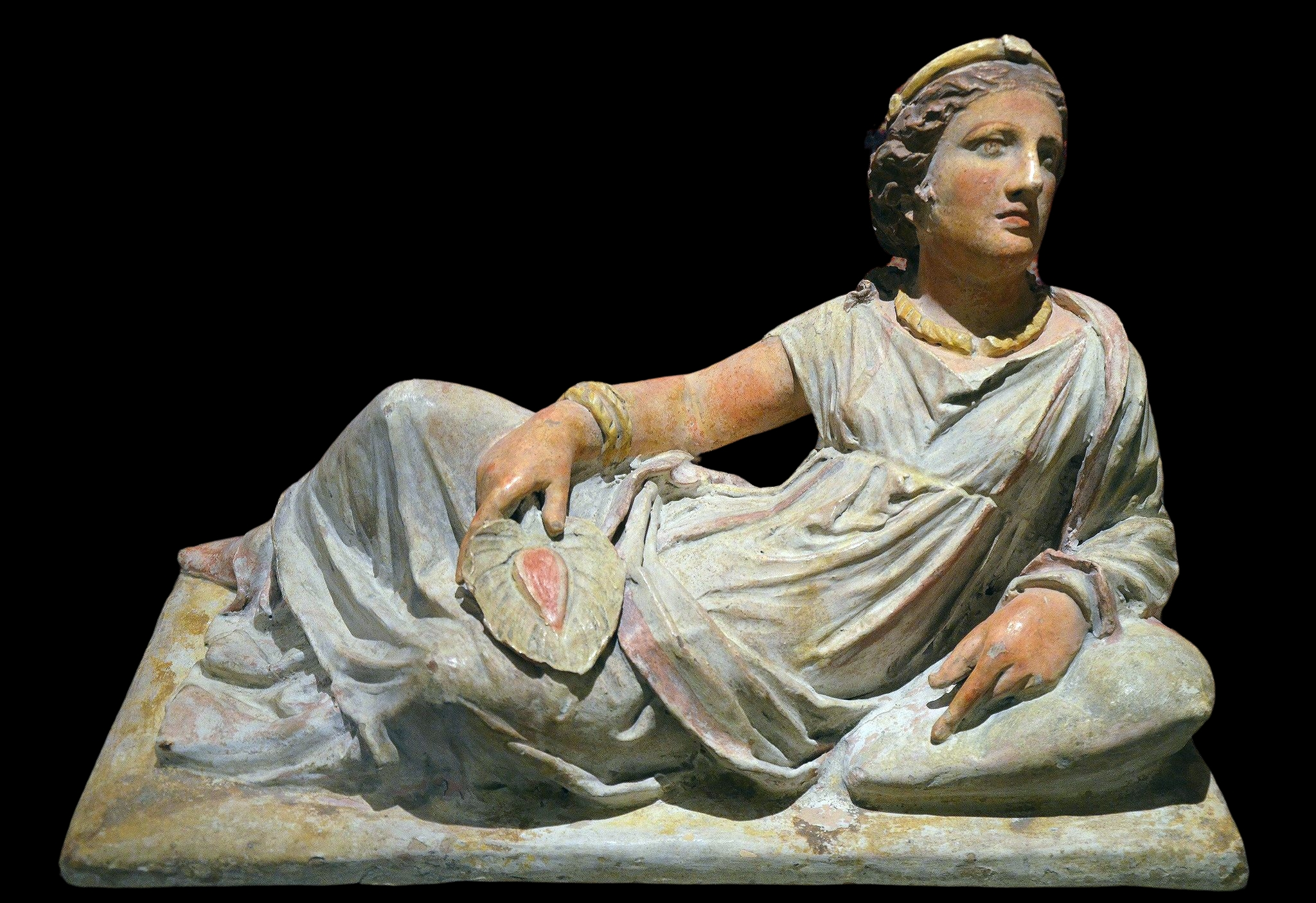
Etruskerin, Terrakottafigur

Terrakotta wird aus eisenhaltigem, rotem, aber auch aus kalkhaltigem, gelblichem Ton hergestellt. Die mineralische Zusammensetzung der Tonsorten bzw. ihrer Mischungen und Beimengungen (Magerung) bestimmt die charakteristischen Eigenschaften hochwertiger Terrakotten. 
Terrakotta ist nur wasserdicht und widerstandsfähig gegen Frost, wenn eine Glasur aufgebracht wird. 

### Herstellung
Da nur ein einmaliger Brand und relativ niedrige Temperaturen (900–1000 °C) erforderlich sind, ist die Herstellung nicht kompliziert. Das Material ist einer der ältesten Werkstoffe der Kulturgeschichte. Es kommt in großen Mengen vor, lässt sich leicht bearbeiten und fand daher schon in der Antike weit verbreitet Anwendung. Spätere Blütezeiten waren die Renaissance und das 19. Jahrhundert.

### Impruneta
Mit besonders hohen Temperaturen gebrannte Terrakotta, deren Ausgangsmaterial aus einem bestimmten Tonvorkommen beim Örtchen Impruneta stammt, ein Material, das besonders hohe Anteile an Mineralien, Aluminium-, Kupfer- und Eisenoxiden enthält, wird Impruneta genannt. Diese zeichnet sich im Gegensatz zu Siena-Terrakotta durch besonders hohe Frostfestigkeit aus, ist jedoch deutlich teurer. Nicht selten werden daher auch Mischungen als angebliche „Impruneta“-Terrakotta angeboten.

## Historische Bedeutung

### Antike und Mittelalter

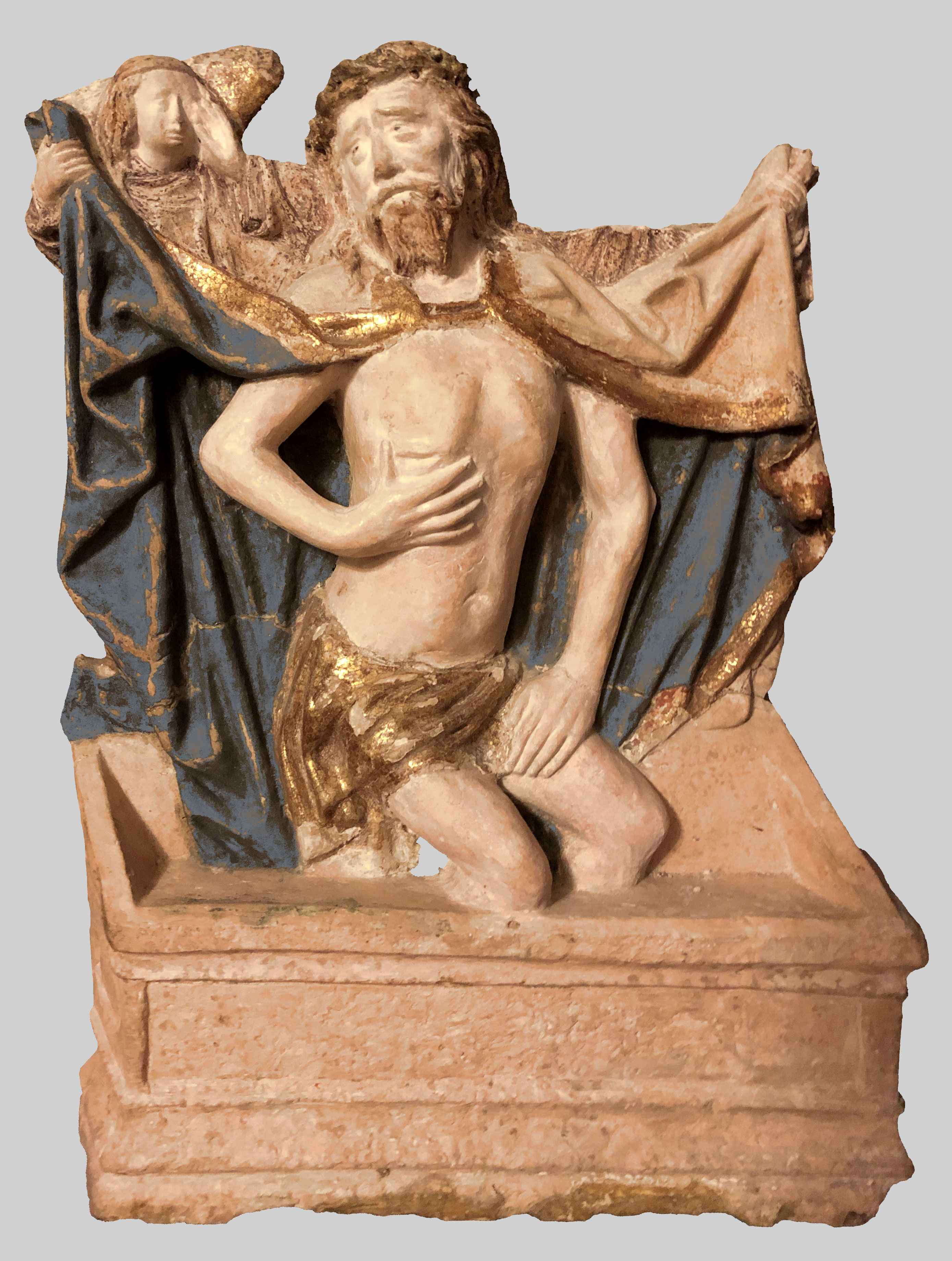
Engelspietà 15. Jahrhundert

Schon aus prähistorischer Zeit sind kleine Gegenstände zu finden, in der minoischen Kultur dann schon zahlreiche Menschen- und Tierstatuetten. Die griechische Terrakotta-Kleinplastik des klassischen Altertums erreichte hohe Qualität in der Darstellung von Tieren, Menschen und Gottheiten, leistungsfähige Werkstätten bestanden an vielen Orten im Mittelmeerraum. Seit dem 5. Jahrhundert v. Chr. wurden Figuren mit Hilfe einer oder mehrerer Hohlformen serienmäßig hergestellt. Verschiedentlich entstanden auch Großplastiken und Sarkophage in dieser Technik. Sowohl in Griechenland als auch in Italien wurde Terrakotta an Bauwerken angewendet, als Dachziegel (hier besonders für reliefgeschmückte oder bemalte Stirnziegel), für Fußböden, als Material für Friese, für Giebeldekore und Verkleidungsplatten an etruskischen Tempeln und als Reliefplatten in römischen Villen (Campanareliefs).
Ab den 13. Jahrhundert emanzipieren sich eigenständige Bildhauerarbeiten im deutschen Sprachraum in Terrakotta, die in Zusammenhang mit Bildhauern und Meistern der Hafnerzunft entstanden sind. Der Meister der Lorcher Kreuztragung gehört dabei wohl zu den berühmtesten Vertretern. Im 15. Jahrhundert schufen Renaissancekünstler wie Donatello und Luca della Robbia bedeutende Werke häufig aus bemalter Terrakotta.

### 19. Jahrhundert

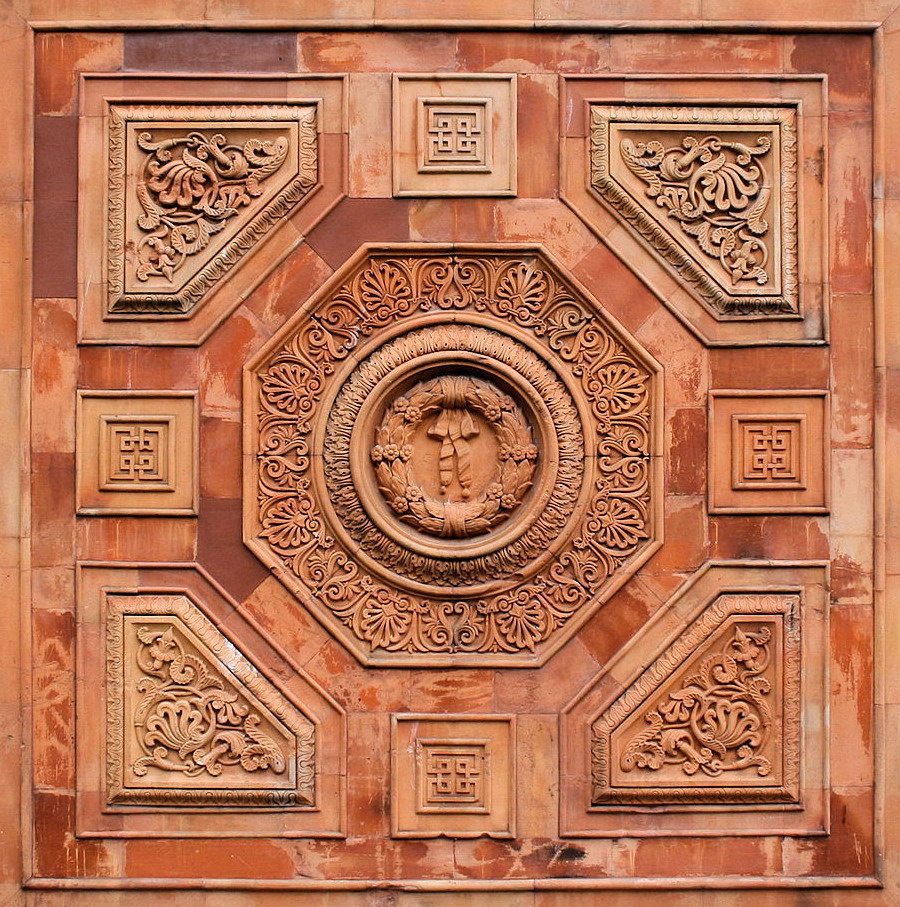
Feld der Terrakottawand an der Wilhelma in Stuttgart

Im 19. Jahrhundert wurde die alte Technik erneut geschätzt und verstärkt angewendet. Anstöße kamen von der verbreiteten Vorliebe für die klassische Antike seit der zweiten Hälfte des 18. Jahrhunderts und von der Technisierung der Arbeitsprozesse auch in Kunsthandwerk und Architektur, die von England ausging. In dem jetzt auftretenden Spannungsverhältnis zwischen Einzelstück und Massenware erschien Terrakotta vielen Künstlern und Handwerkern als geeignetes Material. Diese Entwicklung wird hier kurz beschrieben am Beispiel von Berlin-Brandenburg.
Der preußische Architekt Karl Friedrich Schinkel entwickelte die Leitvorstellungen für seine Arbeit aus verschiedenen historischen Anregungen (mittelalterlicher Ziegelrohbau, Renaissancekeramik) und aus einer persönlichen Vorliebe für natürliches, solides Material. In der wirtschaftlich kritischen Zeit nach den Befreiungskriegen schuf er eine angemessen schlichte, aber ästhetisch anspruchsvolle Backsteinarchitektur mit Schmuckelementen aus Terrakotta. Die ausgedehnte Bautätigkeit Schinkels und seiner Schüler (Stüler, Persius, Soller u. a.) förderte die Entwicklung hochqualifizierter Töpferwerkstätten in Berlin, die in der Lage waren, den steigenden qualitativen und quantitativen Anforderungen nachzukommen. Ein Musterbeispiel für die so entstandenen Bauten war Schinkels berühmte Bauakademie, maßvoll dekoriert mit einer Reihe von ausgezeichneten Terrakotta-Reliefs zur Geschichte der Architektur.

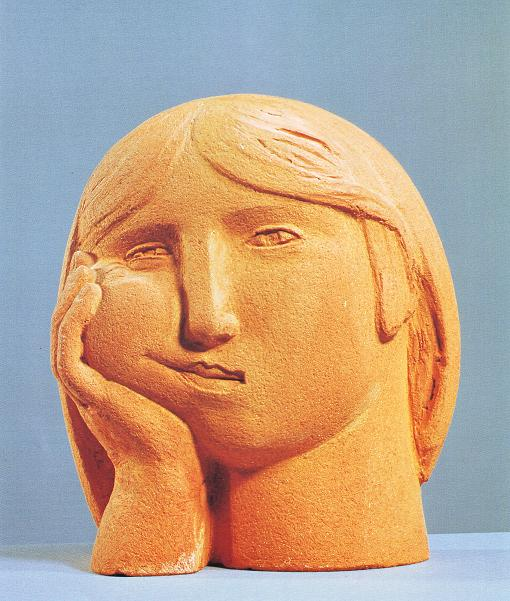
Terrakottaskulptur „Aufgestützter Kopf“ von Katharina Szelinski-Singer, 1978

Friedrich Wilhelm IV., ein engagierter Bauherr, förderte die Verwendung von Terrakotta. Zwischen 1830 und 1860 erwarb das preußische Königshaus Terrakotten für zehn Projekte im Schlosspark von Sanssouci, um den südländischen Charakter der Kulturlandschaft zu unterstreichen.
In Potsdam entstand 1850/51 nach Skizzen des Königs ein vollständig mit Terrakottaplatten verkleidetes Triumphtor mit allegorischen Darstellungen, ein Novum in der preußischen Architektur.

### Moderne
Auch in der Gegenwart hat Terrakotta noch Bedeutung, vorwiegend als Bau- und Gebrauchskeramik. Angeboten werden unter anderem großformatige Keramikelemente für Fassadenkonstruktionen, Fliesen verschiedener Formen und Farben für die Anwendung im Haus und außerhalb, Mosaikmatten, aber auch Waschbecken, Vasen und Töpfe. Eines der bekanntesten Gebäude mit einer Terrakottafassade ist zum Beispiel das Flatiron Building in New York City.